# Regiondjursjukhuset Strömsholm

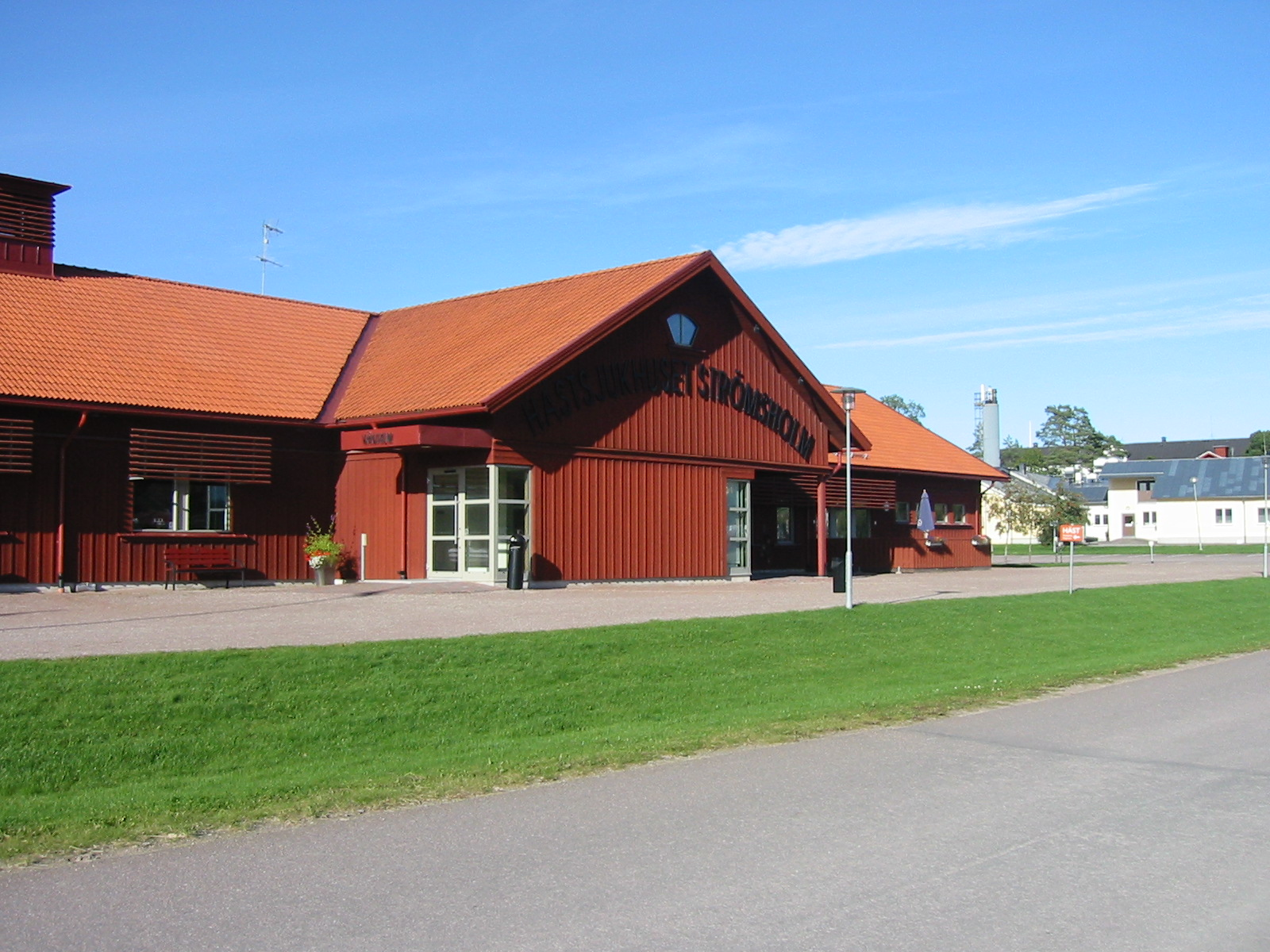
Hästsjukhuset i Strömsholm. I bakgrunden djursjukhuset för smådjur.

Regiondjursjukhuset Strömsholm, eller som det precis bytt namn till, Stromsholm Djursjukvård är ett av Sveriges största djursjukhus. Det är beläget i Strömsholm, strax utanför Hallstahammar och är uppdelat i två delar, en för framförallt smådjur och en för hästar. Årligen tar Strömsholm emot cirka 27 000 smådjur (varav 95% är katter och hundar) och 9 000 hästar.
Förutom verksamheten i Strömsholm finns det även filialer i kringliggande orter: Köping, Västerås, Eskilstuna, och Enköping.